# Dachau–Altomünster-vasútvonal

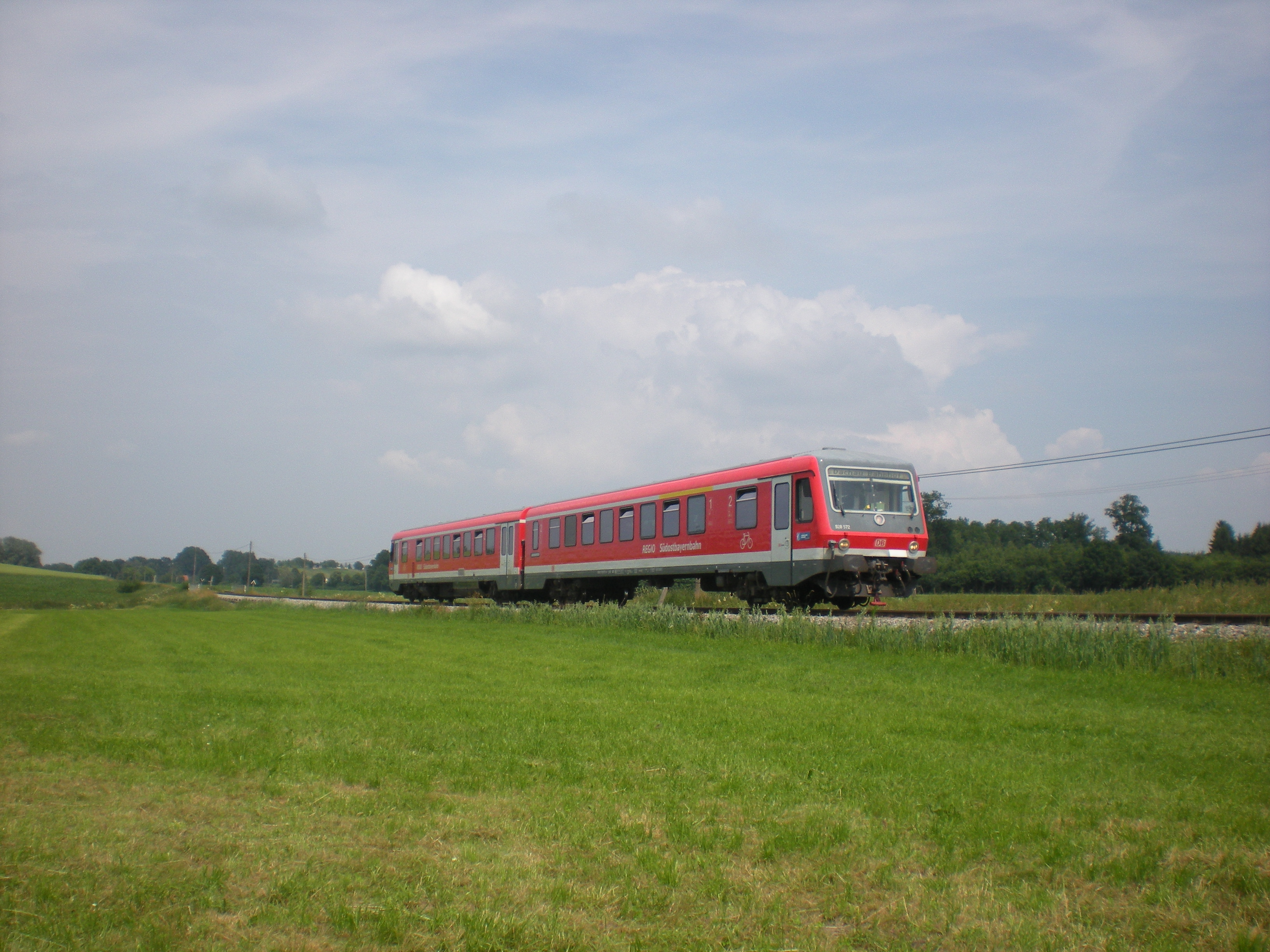
A vonalon korábban közlekedő DB 628 sorozatú motorvonat

A Dachau–Altomünster-vasútvonal, amelyet Ludwig Thoma Die Lokalbahn című színdarabja után Bummerl-, Bockerl- vagy Ludwig-Thoma-vasútnak is neveznek, egy főként egyvágányú, villamosított mellékvonal Bajorországban. A müncheni közlekedési és díjszabási szövetségbe (MVV) van integrálva, és a müncheni S-Bahn S2-es vonalának egyik ágát képezi. A mellékvonal a München-Treuchtlingen-vasútvonalon fekvő Dachau városát köti össze Altomünsterrel; a legfontosabb közbenső állomások a találkozási pontok Schwabhausen (Dachau közelében) és Erdweg. 2014-ig ez volt a müncheni S-Bahn egyetlen nem villamosított szakasza, amely az A vonal nevet viselte.